# علي بداوي
علي «ناجي» بداوي (مواليد 20 يونيو 1982) هو لاعب كرة قدم إيراني دولي لعب مؤخراً لنادي صنعت نفط في دوري آزادغان كمدافع.

## روابط خارجية
- علي بداوي على موقع قاعدة بيانات كرة القدم.إي يو (الإنجليزية)
- علي بداوي على موقع ناشيونال فوتبول تيمز (الإنجليزية)
- علي بداوي على موقع Soccerway.com (الإنجليزية)